# IGFLR1
IGFLR1 (англ. IGF like family receptor 1) – білок, який кодується однойменним геном, розташованим у людей на довгому плечі 19-ї хромосоми. Довжина поліпептидного ланцюга білка становить 355 амінокислот, а молекулярна маса — 37 895.
| 10         |  | 20         |  | 30         |  | 40         |  | 50         |
| ---------- |  | ---------- |  | ---------- |  | ---------- |  | ---------- |
| MGPGRCLLTA |  | LLLLALAPPP |  | EASQYCGRLE |  | YWNPDNKCCS |  | SCLQRFGPPP |
| CPDYEFRENC |  | GLNDHGDFVT |  | PPFRKCSSGQ |  | CNPDGAELCS |  | PCGGGAVTPT |
| PAAGGGRTPW |  | RCRERPVPAK |  | GHCPLTPGNP |  | GAPSSQERSS |  | PASSIAWRTP |
| EPVPQQAWPN |  | FLPLVVLVLL |  | LTLAVIAILL |  | FILLWHLCWP |  | KEKADPYPYP |
| GLVCGVPNTH |  | TPSSSHLSSP |  | GALETGDTWK |  | EASLLPLLSR |  | ELSSLASQPL |
| SRLLDELEVL |  | EELIVLLDPE |  | PGPGGGMAHG |  | TTRHLAARYG |  | LPAAWSTFAY |
| SLRPSRSPLR |  | ALIEMVVARE |  | PSASLGQLGT |  | HLAQLGRADA |  | LRVLSKLGSS |
| GVCWA      |  |            |  |            |  |            |  |            |

A: Аланін

C: Цистеїн

D: Аспарагінова кислота

E: Глутамінова кислота

F: Фенілаланін

G: Гліцин

H: Гістидин

I: Ізолейцин

K: Лізин

L: Лейцин

M: Метіонін

N: Аспарагін

P: Пролін

Q: Глутамін

R: Аргінін

S: Серин

T: Треонін

V: Валін

W: Триптофан

Кодований геном білок за функцією належить до рецепторів. 
Задіяний у такому біологічному процесі, як альтернативний сплайсинг. 
Локалізований у клітинній мембрані, мембрані.